# おまえ百までわしゃ九十九まで 〜歌謡活動十周年記念コンサート〜
「おまえ百までわしゃ九十九まで 〜歌謡活動十周年記念コンサート〜」（おまえひゃくまでわしゃきゅうじゅうきゅうまで - かようかつどうじゅっしゅうねんきねんコンサート）は、とんねるずのライブビデオ。

## 概要
1995年9月14日に日本武道館で行われた歌手活動10周年記念ライブを収録。
VHS及びレーザーディスク同時発売された。
レーザーディスク版は2022年時点で中古では
ほとんど出回ってなくかなり希少となっている。

## 収録曲
1. Ba・Ca
2. 嵐のマッチョマン
3. コロンブスの卵
4. nothing around
5. DON DON
6. あの日
7. 人生はさみ将棋
8. 迷惑でしょうが…
9. なお、あなたを…
10. AFTER TEN YEARS
11. ガラガラヘビがやってくる
12. がじゃいも
13. 生ダラオープニング
14. フッフッフッってするんです
15. ガニ
16. 情けねえ
17. 猿も木から落ちる
18. 一番偉い人へ
19. 星降る夜にセレナーデ
20. おらおら
21. おまえ百までわしゃ九十九まで